# 紀宇美
紀 宇美（き の うみ）は、奈良時代の貴族。大納言・紀麻呂の子。官位は従四位下・左衛士督。

## 経歴
聖武朝初頭の神亀3年（726年）従五位下に叙爵。天平10年（738年）5月右少弁の官職にあった際、右大臣・橘諸兄に従って伊勢大神宮へ神宝を奉献し、同年閏7月右中弁に昇進する。翌天平11年（739年）従五位上。天平17年（745年）正五位下、天平19年（747年）正五位上、天平20年（748年）従四位下に叙せられるなど、聖武朝末に急速に昇進を果たした。またこの間に、讃岐守・左衛士督などを務めている。
孝謙朝の天平勝宝5年（753年）10月5日卒去。最終官位は散位従四位下。

## 官歴
『続日本紀』による。
- 時期不詳：正六位上
- 神亀3年（726年） 正月21日：従五位下
- 天平10年（738年） 5月24日：見右少弁。閏7月7日：右中弁
- 天平11年（739年） 正月13日：従五位上
- 天平17年（745年） 正月7日：正五位下。9月4日：讃岐守
- 天平19年（747年） 正月20日：正五位上
- 天平20年（748年） 2月19日：従四位下
- 時期不詳：左衛士督[2]
- 天平勝宝5年（753年） 10月5日：卒去（散位従四位下）

## 系譜
- 父：紀麻呂[2]
- 母：不詳
- 生母不明の子女
  - 男子：紀広純[2]（?-780）